# Видное (Красногвардейский район)
Ви́дное (до 1948 года Джангара́, ранее Джангара́-Кемельчи́; укр. Видне, крымскотат. Canğara, Джангъара) — посёлок в Красногвардейском районе Республики Крым, входит в состав Красногвардейского сельского поселения (согласно административно-территориальному делению Украины — Красногвардейского поселкового совета Автономной Республики Крым).

## Население
| 2001 | 2014 | 2021 |
| ---- | ---- | ---- |
| 750  | ↘740 | ↗778 |

### Динамика численности
| - 1805 год — 122 чел. - 1864 год — 64 чел. - 1889 год — 54 чел. - 1900 год — 82 чел. - 1915 год — 22/40 чел. | - 1926 год — 111 чел. - 2001 год — 750 чел. - 2009 год — 720 чел. - 2014 год — 740 чел. |

## Современное состояние
На 2017 год в Видном числится 9 улиц и 4 переулка; на 2009 год, по данным поссовета, село занимало площадь 46 гектара на которой, в 245 дворе, проживало 720 человек. В селе действуют сельский клуб, библиотека, фельдшерско-акушерский пункт. Село связано автобусным сообщением с райцентром и соседними населёнными пунктами.

## География
Видное расположено в северной части района, в степном Крыму, на берегу Красногвардейской ветви Северо-Крымского канала, примерно в 7 километрах (по шоссе) к востоку от райцентра, там же ближайшая железнодорожная станция Урожайная, высота центра села над уровнем моря — 30 м. Соседние сёла: Щербаково в 1,5 км на юг и Восход — в 3 км восточнее. Транспортное сообщение осуществляется по региональной автодороге 35Н-267 от шоссе 35А-002 (по украинской классификации — С-0-10657).

## История
Первое документальное упоминание села встречается в Камеральном Описании Крыма… 1784 года, судя по которому, в последний период Крымского ханства Джанкара Кеменче входила в Орта Чонгарский кадылык Карасубазарского каймаканства. После присоединения Крыма к России (8) 19 апреля 1783 года, (8) 19 февраля 1784 года, именным указом Екатерины II сенату, на территории бывшего Крымского Ханства была образована Таврическая область и деревня была приписана к Перекопскому уезду. После Павловских реформ, с 1796 по 1802 год, входила в Акмечетский уезд Новороссийской губернии. По новому административному делению, после создания 8 (20) октября 1802 года Таврической губернии, Джангара-Кемельчи был включён в состав Кокчора-Киятской волости Перекопского уезда.
По Ведомости о всех селениях в Перекопском уезде состоящих с показанием в которой волости сколько числом дворов и душ… от 21 октября 1805 года, в деревне Джанкере-Кемелче числилось 18 дворов, 113 крымских татар и 9 ясыров. На военно-топографической карте генерал-майора Мухина 1817 года обозначена деревня Чангара кеменче с 17 дворами. В результате реформы волостного деления 1829 года Джангара-Кемельчи осталась в составе Кокчорокиятской волости. На карте 1836 года в деревне 23 дворов, как и на карте 1842 года.
В 1860-х годах, после земской реформы Александра II, деревню включили в состав Владиславской волости того же уезда. В «Списке населённых мест Таврической губернии по сведениям 1864 года», составленном по результатам VIII ревизии 1864 года, Джангора-Кемельчи — владельческая русская деревня с 11 дворами и 64 жителями при колодцах. По обследованиям профессора А. Н. Козловского начала 1860-х годов, в селении вода в колодцах глубиной от 12—18 саженей (от 25 до 38 м) была солоноватая. На трёхверстовой карте Шуберта 1865 года Джангара-Кемельчи ещё обозначено, а на карте, с корректурой 1876 года, на его месте подписана кошара, при этом в «Памятной книжке Таврической губернии за 1867 год» среди покинутых селений его нет. К 1886 году Владиславская волость была упразднена и в «Памятной книге Таврической губернии 1889 года» по результатам Х ревизии 1887 года записана Джангора-Кемельчи Байгончекской волости, с 10 дворами и 54 жителем.
После земской реформы 1890 года деревню отнесли к Александровской волости. По «…Памятной книжке Таврической губернии на 1900 год» в Джанчара-Кемельчи числилось 82 жителя в 2 дворах. По Статистическому справочнику Таврической губернии. Ч.II-я. Статистический очерк, выпуск пятый Перекопский уезд, 1915 год, в деревне Джангара-Кемельчи Александровской волости Перекопского уезда числилось 7 дворов (все дворы безземельные) с русским населением в количестве 22 человек приписных жителей и 40 — «посторонних», из которых 34 мужчины и 28 женщин. Жители землёй не владели, в хозяйствах имелось 90 лошадей, 21 вол, 47 коров и 30 голов мелкого скота.
После установления в Крыму Советской власти и учреждения 18 октября 1921 года Крымской АССР, в составе Симферопольского уезда был образован Курманский район, в состав которого включили село. В 1922 году уезды получили название округов. 11 октября 1923 года, согласно постановлению ВЦИК, в административное деление Крымской АССР были внесены изменения, в результате которых был ликвидирован Курманский район и село включили в состав Джанкойского. Согласно Списку населённых пунктов Крымской АССР по Всесоюзной переписи 17 декабря 1926 года, в селе Джангара (оно же Джангара-Кемельчи), Курман-Кемельчинского сельсовета (в котором село состоит всю дальнейшую историю) Джанкойского района, числилось 26 дворов, все крестьянские, население составляло 111 человек, из них 110 русских и 1 украинец. После образования в 1935 году немецкого национального Тельманского района село, вместе с сельсоветом, включили в его состав.
После освобождения Крыма от фашистов, 12 августа 1944 года было принято постановление № ГОКО-6372с «О переселении колхозников в районы Крыма» по которому в район из областей Украины и России переселялись семьи колхозников, а в начале 1950-х годов последовала вторая волна переселенцев из различных областей Украины. С 25 июня 1946 года Джангара в составе Крымской области РСФСР. Указом Президиума Верховного Совета РСФСР от 18 мая 1948 года, Джангару переименовали в Видное. 26 апреля 1954 года Крымская область была передана из состава РСФСР в состав УССР. С 21 марта 2014 года в составе Крыма аннексировано Россией.